# تروه چالوبا
تروو تام چالوبا (انگلیسی: Trevoh Tom Chalobah؛ زادهٔ ۵ ژوئیهٔ ۱۹۹۹) بازیکن فوتبال اهل انگلستان است که در پست مدافع میانی برای باشگاه فوتبال چلسی در لیگ برتر فوتبال انگلستان بازی می‌کند.
از باشگاه‌هایی که در آن بازی کرده است می‌توان به باشگاه چلسی و باشگاه فوتبال لوریان اشاره کرد.
وی همچنین در تیم‌های ملی فوتبال زیر ۱۷ سال انگلستان، زیر ۱۹ سال انگلستان، زیر ۲۰ سال انگلستان و زیر ۲۱ سال انگلستان بازی کرده است.

## افتخارات
چلسی
- جام حذفی فوتبال انگلستان: ۲۰۱۷–۱۸;[۵] نایب قهرمان: 2021–22[۶]
- لیگ کنفرانس اروپا: ۲۰۲۴–۲۵[۷]
- سوپرجام اروپا: ۲۰۲۱[۸]
- جام جهانی باشگاه‌ها: ۲۰۲۱،[۹] ۲۰۲۵[۱۰]
- جام اتحادیه باشگاه‌های انگلستان نایب قهرمان: ۲۰۲۱–۲۲,[۱۱] ۲۰۲۳–۲۴[۱۲]

زیر ۱۹ سال انگلستان
- جام ملت‌های اروپا فوتبال زیر ۱۹ سال: ۲۰۱۷[۱۳]